# Henkka T. Blacksmith
Henri Samuli Seppälä beter bekend als Henkka T. Blacksmith, de Engelse vertaling van zijn naam (Espoo, 7 juni 1980), is de bassist van de Finse metalband Children of Bodom. Hij richtte samen met Alexi Laiho de groep Inearthed op, een naam die later veranderd werd in Children of Bodom.
Henkka is het jongste lid van de band Children of Bodom. Voor 1996 speelde Henkka elektrische gitaar, toen Inearthed werd opgericht veranderde hij van elektrische gitaar naar basgitaar.